# Mark Starostin
Mark Yurevich Starostin (en russe : Марк Юрьевич Старостин) est un fondeur kazakh, né le 23 décembre 1990 à Astana.

## Biographie
Aux Championnats du monde junior 2008 à Malles Venosta, son premier championnat international, il est médaillé de bronze avec le relais. Son meilleur résultat individuel aux Championnats du monde junior est douzième de la poursuite en 2010 à Hinterzarten.
Aux Championnats du monde des moins de 23 ans 2013 à Liberec, il gagne une médaille de bronze sur le skiathlon.
Aux Jeux olympiques d'hiver de 2014, à Sotchi, il termine 55e du skiathlon, 13e du relais et 34e du cinquante kilomètres classique.
Il fait ses débuts en Coupe du monde en novembre 2011 à Sjusjøen et son meilleur résultat dans cette compétition est une 21e place au skiathlon de Canmore en fin d'année 2012. Il court ensuite ses premiers championnats du monde élite à Val di Fiemme.
Aux Universiades, il remporte la médaille d'or du relais et la médaille d'argent du skiathlon en 2013 et la médaille d'argent du relais en 2015.
Il est le frère de Darya Starostina, également fondeuse de haut niveau.

### Jeux olympiques
| Épreuve / Édition | Sprint | Sprint                           | 15 km                            | 15 km     | Skiathlon 2 × 15 km | 50 km | Relais | Relais    |
| Épreuve / Édition | libre  | classique                        | libre                            | classique | Skiathlon 2 × 15 km | 50 km | Sprint | 4 × 10 km |
| JO 2014 Sotchi    | —      | Épreuve inexistante à cette date | Épreuve inexistante à cette date | -         | 55e                 | 34e   | —      | 13e       |

Légende :
- : pas d'épreuve
- — : non disputée par Starostin

### Championnats du monde
| Épreuve / Édition   | Sprint                           | Sprint    | 15 km | 15 km                            | Skiathlon 2 × 15 km | 50 km   | Relais | Relais    |
| Épreuve / Édition   | libre                            | classique | libre | classique                        | Skiathlon 2 × 15 km | 50 km   | Sprint | 4 × 10 km |
| Mondiaux 2013 Oslo  | Épreuve inexistante à cette date | -         | 66e   | Épreuve inexistante à cette date | 45e                 | -       | -      | -         |
| Mondiaux 2015 Falun | Épreuve inexistante à cette date | -         | -     | Épreuve inexistante à cette date | -                   | Abandon | 18e    | -         |

### Coupe du monde
- Meilleur classement général : 133e en 2013.
- Meilleur résultat individuel : 21e.

#### Classements par saison
| Saison    | Classement général final | Classement distance |
| 2012-2013 | 133e                     | 88e                 |

### Championnats du monde des moins de 23 ans
- Médaille de bronze du relais en 2008 à Malles Venosta.

- Médaille de bronze du skiathlon en 2013 à Liberec.

### Universiades
- Médaille d'or du relais en 2013 au Trentin.
- Médaille d'argent du skiathlon en 2013.
- Médaille d'argent du relais en 2015 à Štrbské Pleso.